# Кіт-Садова Катерина Орестівна
Кіт-Садова Катерина Орестівна — мистецтвознавиця, співвласниця медіахолдингу ТРК «Люкс», до складу якого входять радіостанції Радіо Максимум, Radio Nostalgie, Lux FM, інтернет-видання Zaxid.net, Football 24, Телеканал «24», та рекламне агентство «Люкс». Дружина голови партії «Самопоміч», міського голови Львова Андрія Садового.